# Campo Veracruz
Campo Veracruz är en ort i Mexiko.   Den ligger i kommunen Tres Valles och delstaten Veracruz, i den sydöstra delen av landet, 300 km öster om huvudstaden Mexico City. Campo Veracruz ligger 62 meter över havet och antalet invånare är 178.
Terrängen runt Campo Veracruz är huvudsakligen platt. Campo Veracruz ligger uppe på en höjd. Runt Campo Veracruz är det ganska tätbefolkat, med 160 invånare per kvadratkilometer. Närmaste större samhälle är Tuxtepec, 15,4 km söder om Campo Veracruz. Trakten runt Campo Veracruz består till största delen av jordbruksmark.